# Corderio
Corderio o Corderius es la forma de nombre latinizada utilizada por Mathurin Cordier (nacido alrededor de 1479, fallecido el 8 de septiembre de 1564), un teólogo, maestro, humanista y pedagogo de origen francés en Lausana, Suiza. Enseñó en la Academia y en la Escuela de Lausana, donde fue director. 

## Estudios
Cordiero nació en una familia campesina en La Perrière, Normandía. Completó sus estudios teológicos en París. Una vez que fue sacerdote ejerció su ministerio en una parroquia de Ruan y continuó sus estudios, especialmente centrado en la gramática. 

## Enseñando en Francia
Renunció a sus funciones sacerdotales cerca de 1540 cuando París, al enterarse de su competencia, lo llamó para enseñar gramática en diversos lugares. En 1523, Cordiero fue admitido en el Colegio de la Marche como presidente de la retórica. Enseñó a Juan Calvino, y Calvino le dedicó sus Comentarios sobre la Epístola a los Tesalonicenses. En 1528 Cordiero se hizo cargo de la Escuela de Gramática de Navarra. Enseñó en varios lugares de Francia, sin detenerse en ninguna ciudad durante mucho tiempo. 
En 1553, mientras dirigía la Escuela de Nevers, regresó a París donde conoció a Robert Estienne . Estienne era lexicógrafo e impresor protestante, quien editó los trabajos de Mathurin Cordier y lo convenció de convertirse al protestantismo. Se casó con Thomasse Pelet, y tuvieron una hija llamada Suzanne. 

## Exilio en suiza: Ginebra y Neuchâtel
Denunciado por sus ideas, Corderio huyó de Francia a principios de 1527 y se refugió en Ginebra, Suiza. Allí enseñó junto a Calvino y William Farel. Corderio estaba a cargo de una clase en la Escuela de Rive. En los años siguientes vio una creciente hostilidad hacia los protestantes. Salió de la ciudad y se unió a William Farel en Neuchâtel. Corderio fue nombrado director de las escuelas de la ciudad. 

## Enseñando en Lausana
En octubre de 1545, el Vaud nombró a Corderio como director de la Escuela de Lausana. Ocupó ese cargo de 1545 a 1547. Al mismo tiempo, Corderio era profesor y director en el "Doce", un internado. El estado pagó los costos de vida de los alumnos, a quienes se les permitió confesar o continuar con sus ministerios. El internado fue suprimido en 1587, el mismo año en que se inauguró la Academia. El estado otorgó a Corderio una pensión de jubilación en reconocimiento de sus 12 años de servicio. Durante este período, Pierre Viret actuó como pastor de Corderio. 
Corderio fue un brillante pedagogo y gramático que contribuyó mucho al reconocimiento de la pedagogía, la retórica y la lingüística. 

## Regreso a Ginebra y fin de su vida.
En 1559, Corderio dejó el Vaud con Pierre Viret y Theodore Beza . Fueron a Ginebra debido a dificultades con el gobierno de Berna. Una vez en Ginebra, Corderio se encontró con Juan Calvino nuevamente. En 1562, el Consejo de Ginebra le ofreció a Corderio otro puesto de profesor, y él aceptó. Así, Corderio pasó el último período de la vida como lo había hecho veinte años antes, enseñando una clase. Murió el 8 de septiembre de 1564. Corderius fue enterrado en el cementerio de Plainpalais, como deseaba, cerca de la supuesta ubicación de la tumba de Calvino (Calvino no quería que se conociera la ubicación de su tumba). 
Poseía tacto y gusto especiales para enseñar a los niños, y escribió varios libros para ellos; el más famoso es su Coloquio (Colloquiorum scholasticorum libri quatuor ), que ha pasado por innumerables ediciones, y fue utilizado en las escuelas durante tres siglos después de su tiempo. Cordier continuó enseñando en Bourdeaux y París. 
Él también escribió: 
- Principia Latine loquendi scribendique, sive selecta quaedam ex Epistolis Ciceronis
- De Corrupti Sermonis apud Gallos Emendatione et Latine loquendi Ratione
- Sobre la Corrupción de la Enmienda de la Palabra . Este trabajo tuvo muchas ediciones en francés, algunas del famoso editor Rovillius, entre otras. En las traducciones al español de este trabajo, el erudito González Echeverría[3] demostró en el Congreso de la ISHM[4] que Michel de Villeneuve (más conocido como Michael Servetus ) llevó a cabo esta tarea en la edición de 1551, en su amigo, el impresora, taller de Jean Frellon.[5] Estas traducciones fueron anónimas, al igual que sus Distichs of Cato . Michael de Villeneuve tuvo que tener cuidado, ya que Corderius y el impresor Robert Estienne I (que imprimieron muchas de las obras de Corderius) estaban muy cerca de Calvin, y también formaban parte del Consejo de Ginebra .
- De Corrupti Sermonis apud Gallos Emendatione et Latine loquendi Ratione
- De Corrupti Sermonis Emendatione Libellus
- De syllabarum quantitate
- Conciones sacrae viginti rex Galliae
- Catonis disticha de moribus (con traducción al latín y al francés)
- Remontrances et exhortations au roi et aux grands de son royaume